# Corymbia polysciada
Corymbia polysciada är en myrtenväxtart som först beskrevs av Ferdinand von Mueller, och fick sitt nu gällande namn av Kenneth D. Hill och Lawrence Alexander Sidney Johnson. Corymbia polysciada ingår i släktet Corymbia och familjen myrtenväxter. Inga underarter finns listade i Catalogue of Life.